# Касулу
Касулу (суахили и англ. Kasulu) — город на северо-западе Танзании, на территории области Кигома. Административный центр одноимённого округа.

## Географическое положение
Город находится в западной части области, вблизи границы с Бурунди, на высоте 1458 метров над уровнем моря.
Касулу расположен на расстоянии приблизительно 56 километров к северо-востоку от города Кигома, административного центра провинции и на расстоянии приблизительно 1030 километров к западу-северо-западу (WNW) от столицы страны Дар-эс-Салама.

## Население
По данным официальной переписи 2002 года численность населения составляла 33 452 человека.
Динамика численности населения города по годам:
| 1978   | 1988   | 2002   | 2012   |
| ------ | ------ | ------ | ------ |
| 10 838 | 19 324 | 33 452 | 67 704 |

## Транспорт
Ближайший аэропорт расположен в городе Кигома.